# Мафумби, Кристофер
Кристофе́р Анри́ Мафумби́ (фр. Christoffer Henri Mafoumbi; 3 марта 1994, Рубе, Франция) — родившийся во Франции конголезский футболист, вратарь клуба «Дифферданж 03» и сборной Конго.

## Клубная карьера
Кристофер начал заниматься футболом в детской команде «Арментьер». В 2005 году в возрасте одиннадцати лет он присоединился к юношеской команде «Лилля». Спустя пять лет Мафумби перешёл в молодёжную команду «Ланса».
26 мая 2012 года голкипер провёл первую игру за резервный состав «Ланса». Эта встреча так и осталась единственной для Мафумби в сезоне 2011/12. На следующий год он сыграл уже в 19 матчах, в которых пропустил 29 мячей.
12 апреля 2013 года Кристофер был включён в заявку основного состава «Ланса», выступавшего в Лиге 2, на игру с «Каном», однако на поле так и не появился.
23 июля 2014 года Мафумби перешёл в «Ле-Понте», выступающий в Национальном дивизионе 2. Дебютный матч в новом клубе Кристофер провёл 16 августа того же года.

## Карьера в сборной
В сборной Конго голкипер дебютировал в 2012 году в товарищеской встрече со сборной Египта.
8 января 2015 года Кристофер был включён в окончательную заявку сборной на Кубок африканских наций 2015. На африканском первенстве Мафумби принял участие во всех четырёх играх своей команды, которая сенсационно вышла в 1/4 финала турнира.
| Матчи Кристофера Мафумби за сборную Конго |                 |                                                          |                       |      |                  |                                                  |
| №                                         | Дата            | Место проведения                                         | Соперник              | Счёт | Пропущенные мячи | Соревнование                                     |
| ----------------------------------------- | --------------- | -------------------------------------------------------- | --------------------- | ---- | ---------------- | ------------------------------------------------ |
| 1                                         | 12 октября 2012 | Шарджа Стэдиум, Шарджа, ОАЭ                              | Египет                | 0:3  | 1                | Товарищеский матч                                |
| 2                                         | 17 мая 2014     | Стадион имени Сэма Нуйомы, Виндхук, Намибия              | Намибия               | 0:1  | 1                | Кубок африканских наций 2015 (отборочный турнир) |
| 3                                         | 19 ноября 2014  | Хартум Стэдиум, Хартум, Судан                            | Судан                 | 1:0  | 0                | Кубок африканских наций 2015 (отборочный турнир) |
| 4                                         | 17 января 2015  | Стадион в Бата, Бата, Экваториальная Гвинея              | Экваториальная Гвинея | 1:1  | 1                | Кубок африканских наций 2015                     |
| 5                                         | 21 января 2015  | Стадион в Бата, Бата, Экваториальная Гвинея              | Габон                 | 1:0  | 0                | Кубок африканских наций 2015                     |
| 6                                         | 25 января 2015  | Нуэво Эстадиу де Эбебьин, Эбебьин, Экваториальная Гвинея | Буркина-Фасо          | 2:1  | 1                | Кубок африканских наций 2015                     |
| 7                                         | 31 января 2015  | Стадион в Бата, Бата, Экваториальная Гвинея              | ДР Конго              | 2:4  | 4                | Кубок африканских наций 2015                     |

Итого: 7 матчей / 8 голов пропущено; 3 победы, 1 ничья, 3 поражения.